# Temnoplectron bornemisszai
Temnoplectron bornemisszai là một loài bọ cánh cứng trong họ Bọ hung (Scarabaeidae).